# テオドール・ホフマン (軍人)

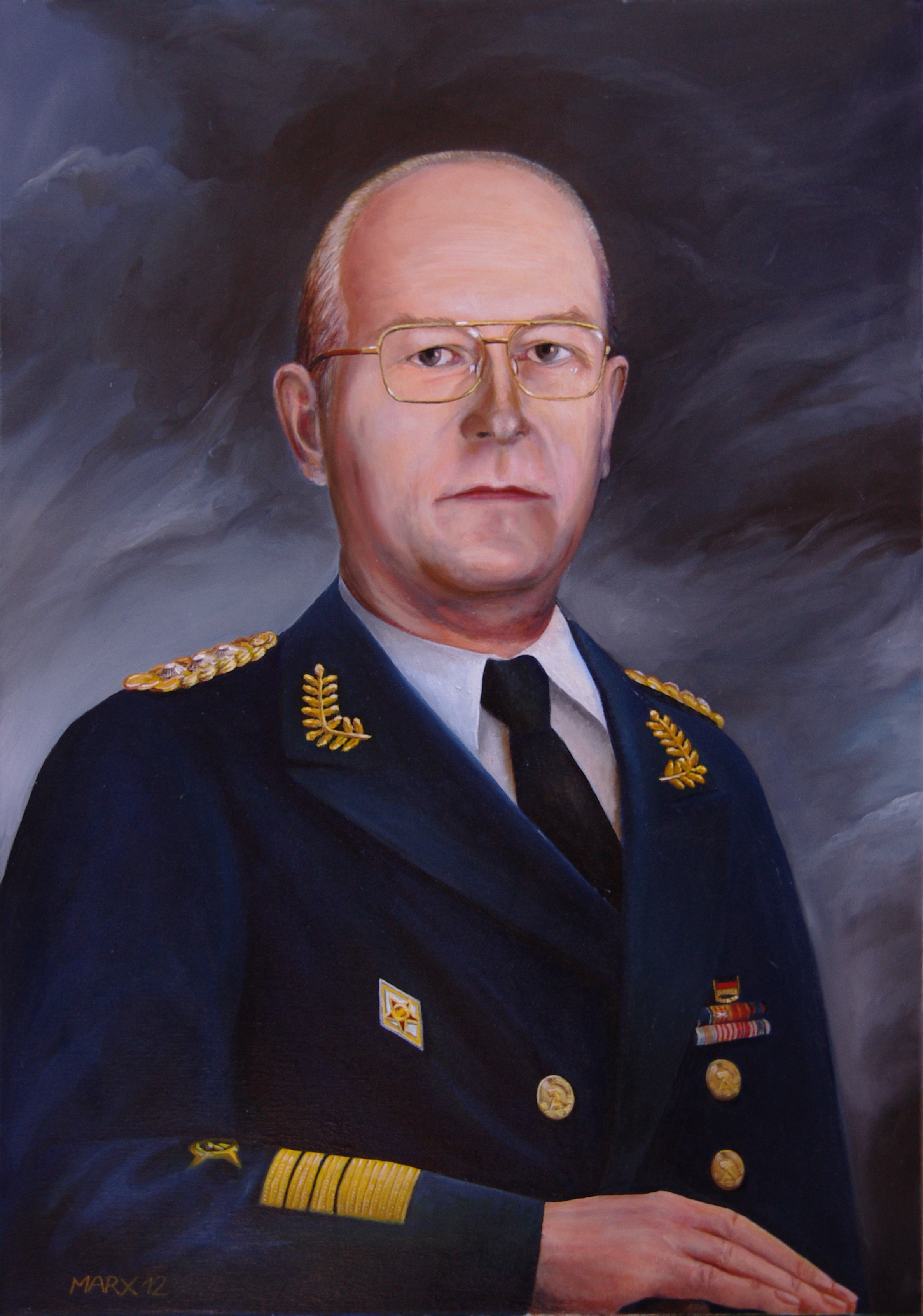
テオドール・ホフマン提督の肖像画

テオドール・ホフマン（Theodor Hoffmann, 1935年2月27日 - 2018年11月1日）は、ドイツ民主共和国（東ドイツ）の海軍軍人、国防相。国家人民軍司令官。

## 生涯
1935年、ヴィスマール郡グステフェル（Gustävel）に生まれた。ホフマンは1949年から51年までは農場で働き、1951年から52年は専任でビオニール団（共産党少年団）の指導者を務めた。1952年、彼は海上警察（Seepolizei）の水兵となった。彼はシュトラールズントの海上人民警察士官学校に通い、そして1956年にドイツ社会主義統一党（SED）に入党した。1959年から、彼は魚雷高速艇の指揮官を務めた。 1960年から1963年まで、彼はソ連のA.A.グレチコソビエト連邦元帥名称海軍アカデミーに学び、外交・軍事経済の研究を修了させた。その後は人民海軍第6艦隊において、各司令官の要職を占めた。 1971年から74年まで、彼は中佐（Fregattenkapitän）の階級で第6艦隊司令官を務めた。その後、人民海軍司令部の作戦担当副参謀総長に任命された。1985年、彼は人民海軍副司令官兼参謀総長となった。1987年、彼は海軍中将（Vizeadmiral）の階級で、人民海軍司令官兼国防次官に任命されることとなった。
ベルリンの壁崩壊直後の1989年11月18日から1990年4月23日まで、彼は海軍大将（Admiral）の階級で、ハインツ・ケスラーの後任として、暫定的に国防相を務めた。その後は、1990年9月24日に定年前退職となるまで「国家人民軍司令官」（Chef der NVA）を務めた。このポストは新国防相 ライナー・エッペルマンにより、特別に彼のためだけに、過渡期において新設された役職であった。
2012年から国家人民軍およびドイツ民主共和国国境警備隊の退役軍人会会長を務めた。
2018年11月1日にベルリンの病院にて死去。83歳没。